# Varm luft for milliarder
|  | Denne artikel er oprettet af botten PalnaBot ud fra en ekstern database. Den kan derfor have sproglige fejl eller mangler. Denne skabelon kan fjernes efter kontrol af indholdet. |

Varm luft for milliarder er en film instrueret af Tom Heinemann.

## Handling
EU's første klimakvote blev sat til salg i 2005. Idéen var, at handlen med kvoterne skulle reducere CO2-udledningen og dermed redde kloden fra den globale opvarmning. Men systemet er brudt sammen og Danmark blev i stedet centrum for en af verdens hurtigst voksende svindelnumre. Eksperter og Europol vurderer, at statskasserne rundt om i Europa mistede op mod 70 milliarder kroner til hackere og momssvindlere fra hele verden. Og aldrig før i menneskehedens historie er der udledt så meget CO2 som nu. Kvotesystemet er kollapset - og priserne er faldet med 90%. Det har derfor aldrig været billigere at forurene end det er i dag.